# Kanadai hemlokfenyő
A kanadai hemlokfenyő (Tsuga canadensis) a fenyőfélék családjába tartozó hemlokfenyő (Tsuga) nemzetség egyik legismertebb faja.

## Származása, elterjedése
Észak-Amerika keleti részén honos (Ontariótól Alabamáig). Pennsylvania állam jelképe.

## Megjelenése, felépítése
Eredeti termőhelyén kb. 30 m magasra nő, de Európában elmarad ettől. Törzse nem ágazik el. Széles, szabálytalan alakú koronája meglehetősen eltér a többi fenyőféléétől, mivel  fiatal ágai hosszan lecsüngenek.
Kérge barna, pikkelyes, mélyen barázdált, különösen idősebb korában. Ágai sárgásbarnák, sűrűn molyhosak.
1,5–2 cm hosszú, lapított tűi átellenesen állnak. Fonákuk a két sor gázcserenyílástól kékeszöld, a színük fényeszöld vagy sárgászöld.
1,5-2,5 cm hosszú tobozai oválisak.

## Életmódja, termőhelye
Természetes élőhelyének északi részén a tengerszinten él, enyhébb éghajlaton 600–1800 m magasan. Sziklás gerinceken, domboldalakon, nedves talajokon található meg, ahol az évi átlagos csapadék 740–1270 mm.
Párás, hűvös, csapadékos környezetet igényel (Józsa). Kedveli a félárnyékot és tolerálja a teljes árnyékot is, de fényigénye életkorával nő. Az erős szelektől védeni kell, de koronája még ettől sem lesz kúpos.
Az enyhén savanyú, tápdús, jó vízelvezető talajt meghálálja. A téli sózásra érzékeny. A városi körülményeket és a szárazságot, aszályt rosszul tűri.
Tobozai tömegesen jelennek meg; a Kárpát-medencében is bőségesen terem (Józsa).

## Felhasználása
Régóta kedvelt dísznövény. Olyan helyekre is ültethető, ahol más fenyőféléknek túl kevés a fény.

### Fajták

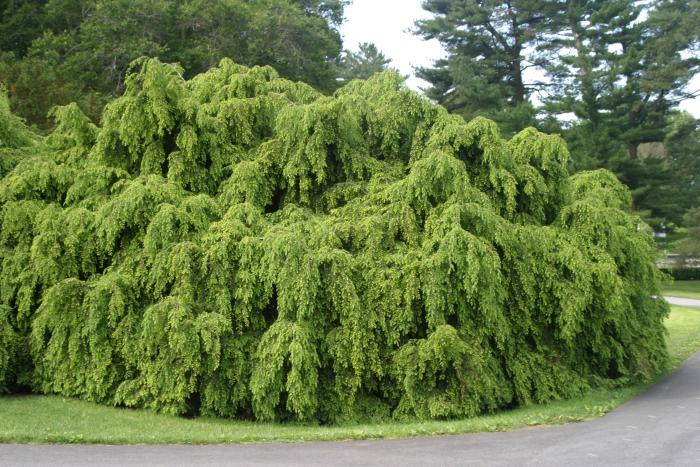
T. canadensis 'Sargentii'

Több mint 300 fajtáját nemesítették kertekbe, sok közülük törpe és cserje. Néhány ezek közül:
- 'Aurea' – Sárgás tűlevelekkel.[3]
- 'Beehive' – Kis törpe: 1 m magasra és 1,5 m szélesre nő;
- 'Bennett' – Kis törpe.
- 'Cole's Prostrate' – Talajtakaró, lassan 30 cm magasságot ér el.
- 'Fremdii'[3]
- 'Jeddeloh' (Jedelo) – Törpe, domború törzsű, gyakori fajta.[4] Ágai spirálisan állnak; alakja kissé csavarodott félgömb (Józsa).
- 'Macrophylla' – Az alapfajnál nagyobb levelű.[3]
- 'Microphylla' – Az alapfajnál kisebb levelű.[3]
- 'Pendula'
- 'Sargentii' – népszerű kúszó fajta, 3 m magasra és mintegy 6 m szélesre nő;
- 'Taxifolia' – a tiszafa tűire emlékeztető tűkkel.[3]

## Fordítás
- Ez a szócikk részben vagy egészben  a   Tsuga canadensis című angol Wikipédia-szócikk ezen változatának fordításán alapul.  Az eredeti cikk szerkesztőit annak laptörténete sorolja fel. Ez a jelzés csupán a megfogalmazás eredetét és a szerzői jogokat jelzi, nem szolgál a cikkben szereplő információk forrásmegjelöléseként.